# さかなこうじ
さかな こうじ（生年月日非公開 - ）は日本の漫画家。滋賀県甲賀市出身。

## 来歴と作風
高橋留美子の作品に感銘を受け、漫画家を志す。
芳文社発行『まんがタイムファミリー』における4コマ漫画『鬼さんこちら!』でデビュー。2012年12月号にゲスト読み切りとして掲載され、2013年8月号まで事実上の連載。ただしゲスト扱いのまま終了している。その後、大手出版社での連載を目指すも「作風が古い」と一蹴され、好きなものであるプロレスをテーマにした作品を新潮社に出すも「話題性がない」と『くらげバンチ』編集長から没にされた。
2014年、編集長の「プロレス、最近はやってきてるみたいですね」の一声で、新潮社の電子コミックマガジン『くらげバンチ』『俺のプロレスネタ、誰も食いつかないんだが』で自身初となる連載が決定。1993年のプロレスファンを描くという「ニッチなテーマ」（さかな談）で話題になる。同作は柴田惣一が監修を務めている。
単行本1巻が2015年8月8日に刊行。帯には天龍源一郎が推薦文を寄せている。8月15日にはサイン会も開催された。単行本発売時には徳光康之からエールを送られている。
2016年1月、『月刊少年チャンピオン』（秋田書店）2月号に読みきり『プ女子地獄変』が掲載。
2016年10月から『くらげバンチ』にて『三成さんは京都を許さない -琵琶湖ノ水ヲ止メヨ-』を連載開始。
連載を開始するとともに滋賀県甲賀市出身で連載時点で滋賀在住であることを明かした。
2018年11月、『週刊ヤングジャンプ増刊ヤングジャンプGOLD』に読み切りを初掲載。

## 人物
自画像はベレー帽をかぶり、額に「さ」と書いてあるマスクをつけたマッチョ体型。
プロレスの入り口は「俺のプロレスネタ、誰も食いつかないんだが」主人公と同じスタン・ハンセン。また、ブルーザー・ブロディを見て、資料を漁ったことがプロレスファンとして深みに連れて行ってくれたきっかけとコラムで綴っている。2015年現在も新日本プロレスをはじめ、DDT、大日本プロレスを観戦している。
好きなプロレス技は石川修司のカンヌキ式ヘッドバット。好きなプロレスラーは天龍源一郎。好きな入場テーマ曲はザ・グレート・カブキのヤンキーステーション。
初のサイン会では、その天龍源一郎からサプライズ的にメッセージが届けられ、嬉しさのあまり号泣した。
メディアに出る際はスーパーストロングマシンの覆面を着用し、性別年齢ともに非公表としている。

## 作品リスト

### 漫画作品
- 鬼さんこちら！（芳文社『まんがタイムファミリー』）
- 俺のプロレスネタ、誰も食いつかないんだが（新潮社『くらげバンチ』、全2巻）
- プ女子地獄変（秋田書店『月刊少年チャンピオン』）
- 三成さんは京都を許さない -琵琶湖ノ水ヲ止メヨ-（新潮社『くらげバンチ』、既刊3巻[11][12]）
- オカルト先輩曰く、（集英社『週刊ヤングジャンプ増刊ヤングジャンプGOLD』Vol.4[13]）
- 初代伊藤忠兵衛物語（伊藤忠商事「星の商人」Vol.2（2020年8月）- vol.4（2021年2月））
- ものがたり 近江商人 音介!（伊藤忠商事「星の商人」vol.5（2021年5月） - vol.12（2023年2月号）
- 悪者さんちのハムスター（作画：ヤシン、新潮社『くらげバンチ』2021年11月5日[14] - 2023年8月1日、全3巻） - 原作担当[14]
- 今日、駅で見た可愛い女の子。（フレックスコミックス『COMICポラリス』2022年10月27日[15] - 、既刊5巻）
- 成瀬は天下を取りにいく（原作：宮島未奈、作画：小畠泪、新潮社『コミックバンチKai』・『くらげバンチ』2024年5月24日[16] - 2025年7月18日[17]） - 構成担当[16]
- 勇者35歳 〜世界を救っていたら婚期を逃しました〜（新潮社『くらげバンチ』2024年11月22日[18][19]）

### コラム
- 俺のブロディネタ、誰か食いつくに違いない。（白夜書房『BRODY』2015年8月21日創刊号）

### イラスト
- 師走の翁×JKプロレスイラストレーションズ 技画 GIGA（笠倉出版社、2016年8月26日）[20][21]
- 連続テレビ小説 スカーレット Part1（NHKドラマ・ガイド）（NHK出版、2019年9月25日） - 西川貴教との対談も掲載。
- 『滋賀マザーズジョブステーション』冊子カラー漫画（2021年4月、滋賀県商工観光労働部女性活躍推進課）
- 金曜オモロしが（2021年-、びわ湖放送） - キャラクターデザイン、イラスト[22]

## 出演

### テレビ
- 金曜オモロしが（2021年4月9日、びわ湖放送）

### イベント
- 滋賀VS京都feat.大阪 天下分け目の府県民トークバトル（2017年5月21日、ロフトプラスワンウエスト）[23]